# 徐州新村駅
徐州新村駅（じょしゅうしんそんえき）は湖北省武漢市江岸区に位置する武漢地下鉄1号線の駅である。

## 利用可能な鉄道路線
- 武漢地下鉄
  - ■1号線

## 歴史
- 2010年7月29日 - 1号線開通。

## 隣の駅
武漢地下鉄
■1号線
丹水池駅 - 徐州新村駅 - 二七路駅
座標: 北緯30度38分01秒 東経114度19分03秒 / 北緯30.63371度 東経114.31759度